# Старогородецкое
Старогородецкое — упразднённая деревня в Бугурусланском районе Оренбургской области. На момент упразднения входила в состав сельского поселения Пилюгинский сельсовет. Исключена из учётных данных в 1999 году.

## География
Располагалась на левом берегу реки Городецкая, на расстоянии примерно 7,5 километра к северо-западу от деревни Жуково.

## История
В 1949 году в селе Старо-Городецкое действовал колхоз «Колхозная правда».
Постановление Законодательного Собрания Оренбургской области от 19.02.1999 № 209/39-ПЗС деревня исключена из учётных данных